# Jan Jílek (dramatik)
Jan Jílek (24. listopadu 1933, Dlouhomilov – 6. října 2011) byl český dramatik, spisovatel, scenárista a herec, otec novinářky a moderátorky Michaely Jílkové.

## Život
Nejprve se vyučil soustružníkem, teprve poté studoval na pražské DAMU, kterou absolvoval v roce 1955, poté se stal hercem v Divadle Jiřího Wolkera v Praze. Od roku 1960 pracoval jako scenárista u Československého státního filmu, později i v Československé televizi.

## Dílo

### Filmové scénáře
- 1960 Žalobníci – režie Ivo Novák
- 1960 Osení – režie Václav Krška
- 1984 Oči pro pláč – režie Zdeněk Míka

### Televizní inscenace
- 1967 Láska jako trám – režie František Filip
- 1968 Rapotínská tragédie – režie Jaroslav Novotný
- 1969 Tchyně – režie Ján Roháč
- 1969 Dlouhá bílá nit – režie Ján Roháč
- 1973 Kluk na ženění (3 díly) – režie Eva Sadková
- 1974 Čekání – režie Jaroslav Dudek
- 1974 Rafan – režie Antonín Dvořák
- 1976 Holka modrooká – Václav Hudeček
- 1981 Křídlovka pro Majoránka – režie Jaroslav Dudek
- 1991 Královský život otroka – režie + spolupráce na scénáři Zdeněk Zelenka
- 1997 Tanec kolem zlatého vejce – režie Jan Novák
- 2001 Byla láska… – režie Juraj Deák (na motivy prózy Mám talent na buben)

### Televizní pohádky
- 1995 Kulihrášek a zakletá princezna – režie František Filip
- 1996 O sirotkovi z Radhoště – režie Ludvík Ráža
- 2003 O Ječmínkovi – režie Milan Cieslar

### Divadelní hry pro dospělé
- Silvestr (upravena také jako rozhlasová hra)
- Dvojitý tep srdce
- Diamantoví kluci
- Můj hrad
- Já chci žít znovu

### Divadelní hry pro děti
- Kašpárek
- Honza a zakletá princezna
- Kašpárkovy vánoce

### Knížky pro děti
- Mám talent na buben
- Mimozemšťanů je čím dál víc

### Próza pro dospělé
- Milování s hudbou – románová sága o 20. století na Moravě a v Čechách, ISBN 978-80-86983-33-2

### Divadelní adaptace lidových a folklorních pohádek
- Čarovná Barborka
- O Slunečníku, Měsíčníku a Větrníku
- Šípková Růženka
- Sůl nad zlato
- Pták Ohnivák a liška Ryška
- Dlouhý, Široký a Bystrozraký